# Сосновка (притока Остеру)
Сосновка, Сосенка — річка в Білорусі у Климовицькому районі Могильовської області. Ліва притока річки Остер (басейн Дніпра).

## Опис
Довжина річки 39 км, площа басейну водозбіру 201 км² . Формується притоками та безіменними струмками .

## Розташування
Бере початок за 3 км на західній стороні від села Склімін. Спочатку тече переважно на південний захід, далі тече переважно на північний захід і біля села Ходунь впадає у річку Остер, ліву притоку річки Сожу.